# Окронгла (Свентокшиське воєводство)
Окронгла (пол. Okrągła) — село в Польщі, у гміні Поланець Сташовського повіту Свентокшиського воєводства.
Населення — 145 осіб (2011).
У 1975-1998 роках село належало до Тарнобжезького воєводства.

## Демографія
Демографічна структура на день 31 березня 2011 року:
|          | Загалом | Допрацездатний вік | Працездатний вік | Постпрацездатний вік |
| -------- | ------- | ------------------ | ---------------- | -------------------- |
| Чоловіки | 74      | 15                 | 49               | 10                   |
| Жінки    | 71      | 12                 | 36               | 23                   |
| Разом    | 145     | 27                 | 85               | 33                   |